# Little Harrowden
Little Harrowden est une paroisse civile et un village du Northamptonshire, en Angleterre.